# Приботния

Территория Приботнии в сфере влияния Великого Новгорода

Приботния — исторический регион на севере Финляндии, связанный с зоной расселения карел и влиянием Великого Новгорода. В финноязычных источниках упоминается как Pohjanlahti. 
Русское влияние в Приботнии прослеживается с XIII века и ослабевает к XVI веку. 
Скандинавские летописи повествуют о столкновении квенов (емь) и карел в IX веке на северо-восточном побережье Ботнического залива (Каянского моря), однако окончательно они закрепляются в Приботнии лишь в XII веке. Карелы продвигались с Карельского перешейка водным путем через Сайменские озера и при этом выступали союзниками Великого Новогорода. 
Важным центром Приботнии был Оулу, а сама территория располагалась между реками Овла и Кемь. 
В XIV веке с постройкой Улеаборга карелы и Новгород утратили выход к Ботническому заливу. В XVI веке, после того как Приботния вошла в состав Швеции, местные карелы (каяне) мигрировали на восток, на территорию современной Северной Карелии. 
Впоследствии составила историческую провинцию Остроботния.